# Stenelmis ventiplana
Stenelmis ventiplana là một loài bọ cánh cứng trong họ Elmidae. Loài này được Zhang & Yang miêu tả khoa học năm 2003.